# Tulumbassi
Tulumbassi (en rus: Тулумбасы) és un poble del krai de Perm, a Rússia, que en el cens del 2010 tenia 109 habitants.